# Бережинська сільська рада
| Бережинська сільська рада — колишній орган місцевого самоврядування у Кропивницькому районі Кіровоградської області з адміністративним центром у с. Бережинка. Сільській раді були підпорядковані населені пункти: - с. Бережинка - с. Верхівці - с. Макове |

## Склад ради
Рада складалася з 16 депутатів та голови.

### Керівний склад ради
| ПІБ                       | Основні відомості                                                                                   | Дата обрання | Дата звільнення |
| ------------------------- | --------------------------------------------------------------------------------------------------- | ------------ | --------------- |
| Ковальов Петро Стефанович | Сільський голова, 1953 року народження, освіта, член народної партії                                | 26.03.2006   | 31.10.2010      |
| Ковальов Петро Стефанович | Сільський голова, 1953 року народження, освіта середня спеціальна, член Української Народної Партії | 31.10.2010   | 02.06.2013      |
| Корнета Галина Василівна  | Сільський голова, 1958 року народження, освіта середня спеціальна, позапартійна                     | 02.06.2013   |                 |

Примітка: таблиця складена за даними джерела

## Населення
Згідно з переписом УРСР 1989 року чисельність наявного населення сільської ради становила 1987 осіб, з яких 931 чоловік та 1056 жінок.
За переписом населення України 2001 року в сільській раді мешкало 2155 осіб.

### Мова
Розподіл населення за рідною мовою за даними перепису 2001 року:
| Мова       | Відсоток |
| ---------- | -------- |
| українська | 92,81 %  |
| російська  | 6,49 %   |
| білоруська | 0,47 %   |
| молдовська | 0,23 %   |